# Bertil Persson (arkitekt)
John Bertil Gustaf Persson, född 6 september 1915 i Malmö Sankt Johannes församling, Malmö,  död 3 december 2003 i Kulladals församling, Malmö
, var en svensk arkitekt.
Persson, som var son till fabrikör Gustaf Persson och Ida Persson, avlade studentexamen 1934 samt utexaminerades från Kungliga Tekniska högskolan 1939 och från Kungliga Konsthögskolan 1944. Han blev arkitekt vid Byggnadsstyrelsen 1940, biträdande länsarkitekt i Örebro 1945, länsarkitekt där 1950 och i Malmö 1962–1971. Han bedrev även egen arkitektverksamhet. Han var styrelseledamot i Svenska Arkitekters Riksförbund 1954–1957 och 1959–1961, ordförande i Mellansveriges arkitektförening 1959–1961 och i Länsarkitekternas förening 1963–1965.